# Partido Peronista Femenino
Partido Peronista Femenino (PPF) var ett parti för kvinnor i Argentina, verksam 1949-1955.
PPF grundades av Peronistpartiet för att fungera som ett formellt sett självständigt politiskt parti. Det skulle organisera de kvinnliga peronisterna utanför det kraftigt mansdominerade huvudpartiet och uppmuntra och hjälpa dem att engagera sig och verka politiskt efter införandet av kvinnlig rösträtt 1947. 
Det leddes av Eva Perón (1949–1952) och Delia Parodi (1952–1955). 
Den förbjöds när hela Peronistpartiet och alla dess organisationer upplöstes efter kuppen 1955. 